# Chalandry-Elaire
Chalandry-Elaire ist eine französische Gemeinde mit 726 Einwohnern (Stand: 1. Januar 2022) im Département Ardennes in der Region Grand Est (bis 2015 Champagne-Ardenne). Sie gehört zum Arrondissement Charleville-Mézières, zum Kanton Nouvion-sur-Meuse und zum Gemeindeverband Ardenne Métropole.

## Geographie
Die östliche Gemeindegrenze verläuft entlang der Maas. Umgeben wird Chalandry-Elaire von den Nachbargemeinden Les Ayvelles im Norden, Lumes im Nordosten,  Nouvion-sur-Meuse im Osten, Flize im Südosten, Étrépigny im Südwesten sowie Saint-Marceau im Westen,.

## Bevölkerungsentwicklung
| Jahr                       | 1962 | 1968 | 1975 | 1982 | 1990 | 1999 | 2009 | 2019 |
| -------------------------- | ---- | ---- | ---- | ---- | ---- | ---- | ---- | ---- |
| Einwohner                  | 256  | 258  | 291  | 323  | 420  | 524  | 585  | 709  |
| Quellen: Cassini und INSEE |      |      |      |      |      |      |      |      |

## Sehenswürdigkeiten

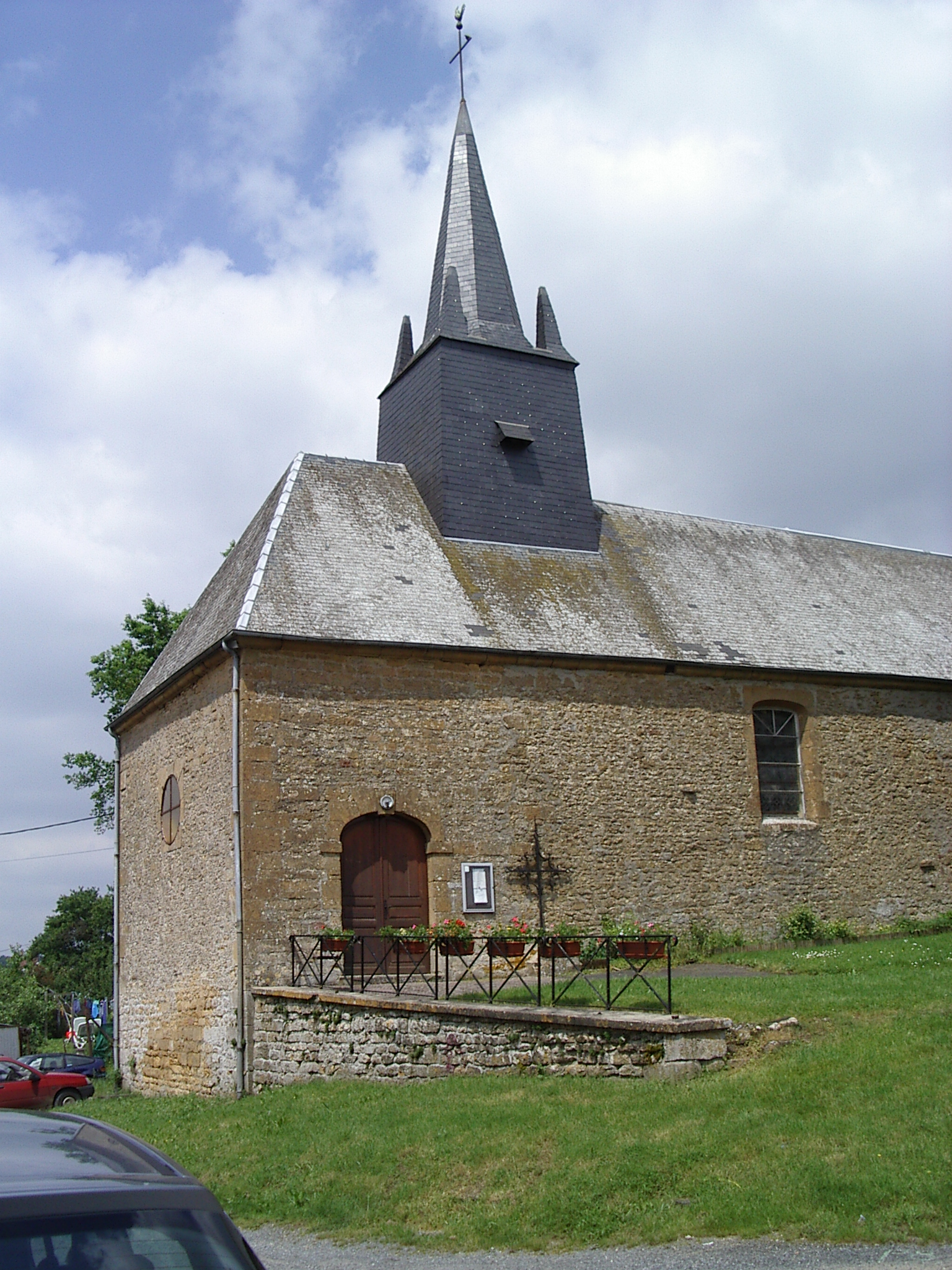
Kirche Saint-Gonthier

- Kirche Saint-Gonthier